# Carl Friedrich Gotthelf Baumfelder

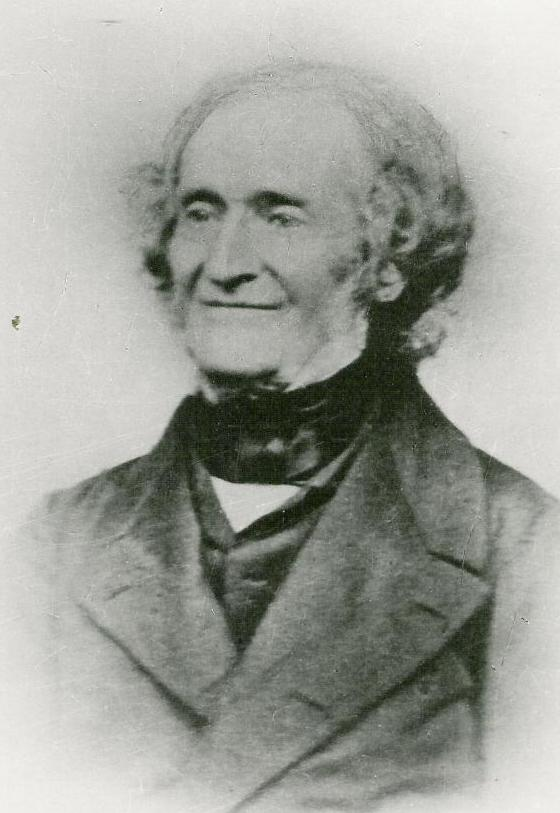
Carl Friedrich Gotthelf Baumfelder (1864)

Carl Friedrich Gotthelf Baumfelder (* 20. Juni 1798 in Dippoldiswalde; † 5. Januar 1865 in Dresden) war ein sächsischer Schulreformer, Pädagoge und Gründer der Lehrervereinsbewegung.

## Leben
Die Eltern Gotthelfs waren durch die napoleonischen Kriege verarmt. Sein Vater war Carl Friedrich Baumfelder – Bürger, Beutlermeister und Kirchvater in Dippoldiswalde. Er starb, als Gotthelf 15 Jahre alt war. Seine Mutter, Sophia Rosina, verlor er mit fünf Jahren. Dennoch konnte Gotthelf das Gymnasium in Freiberg besuchen. Er zweifelte aber an seinen eigenen Kompetenzen und ging, statt das Gymnasium zu beenden, auf ein Lehrerseminar. Mit seinem Abschluss als Lehrer bekam er eine Anstellung in Döbeln. Von seinem schmalen Lehrergehalt musste er seine beiden ledigen Schwestern unterstützen.
Das sächsische Ministerium berief ihn 1823 nach Dresden an die königlich-sächsische Garnisonschule „Rath und Tath“ als Oberlehrer und später (1841) als Direktor.
Er heiratete in erster Ehe und hatte drei Kinder. Alle drei Kinder und die Ehefrau starben.
Er heiratete ein zweites Mal, Ernestine Friederike Hering (* 25. April 1805; † 20. Februar 1882), Tochter des Pirnaer Bürgermeisters. Der Familie Baumfelder wurden sieben Kinder geboren. Die männlichen Nachfahren erhielten alle eine gute Ausbildung. Friedrich Baumfelder (1836–1916) wurde Pianist, Kantor und Komponist in Dresden, Gustav (1839–1925) wurde Pfarrer und Protadiakonus in Zittau und Reinhold (1840–1872) wurde Arzt.

### Der Schulreformer
Gotthelf Baumfelder bekam 1835 die Gelegenheit, nach Eckernförde im Herzogtum Schleswig zu gehen, um das dortige Schulsystem kennenzulernen. Nach seiner Rückkehr setzte er seine Erfahrungen an seiner Schule um. Es entstand im Jahre 1837 eine Schrift über die Notwendigkeit der Umgestaltung des Unterrichts unter Berücksichtigung der Bedürfnisse der heranwachsenden Jugend.

„[…] muß die Einrichtung mit Beziehung auf den Stand und den wahrscheinlichen Beruf Rücksicht nehmen; sie muß von dem Familienleben, was möglich ist, in sich aufnehmen. Herzliche Theilnahme an dem gegenseitigen Schicksale, thätige Fürsorge, ein liebevoller Ton im Umgange muß dem Zögling auch aus den Veranstaltungen der Schule entgegen kommen […]“

In der Garnisonschule wurden die Schüler in praktischen Kursen unterrichtet. Drechseln, Tischlern, Korbmachen und Buchbinden standen auf dem Unterrichtsplan. Für Baumfelder war das Verhältnis von geistiger Bildung und praktischer Tüchtigkeit wichtig für die Gesamtentwicklung des heranwachsenden Menschen. In seiner Schrift gibt er konkrete Anweisungen auch zum Gesangsunterricht und zum Gymnastikunterricht. Dabei setzt Baumfelder auf den wechselseitigen Unterricht. Er entwickelte seine Methode des wechselseitigen Unterrichts konsequent fort, die bereits von Andrew Bell (1753–1832), einem schottischen Geistlichen und Leiter eines Waisenhauses in der Nähe der indischen Stadt Madras, und dem Londoner Armenschullehrer Joseph Lancaster Ende des 18. Jahrhunderts entwickelt worden war. Unabhängig voneinander entwickelten sie Maßnahmen eines völlig veränderten Unterrichtssystems. Ältere, fortgeschrittene Schüler, sogenannte Mentoren, bekommen die Aufgabe übertragen, die Masse der übrigen Schüler zu beaufsichtigen. Dazu war es notwendig, den Unterrichtsstoff in kleine, fest definierte und exakt aufeinander folgende Einheiten zu gliedern. Das Ganze sollte in Lehrbüchern verankert sein. Baumfelder erlebte nun diesen Umbruch auch in Deutschland. Das sächsische Ministerium unterstützte ihn in seinen Bemühungen. Mit seinen Kritikern, insbesondere Adolph Diesterweg, setzte er sich erfolgreich auseinander. So gilt Baumfelder heute als sächsischer Schulreformer des 19. Jahrhunderts.

### Fürsorge benachteiligter Kinder
In seiner Schrift widmet Baumfelder einen ganzen Teil der Problematik der auf den Straßen sich herumtreibenden Kinder und Jugendlichen ohne Beaufsichtigung und elterlicher Fürsorge. Er setzte seine Anregungen selbst in die Praxis um und gründet eine Knabenbeschäftigungsanstalt.

„[…] wird die Jugend, insbesonder die Aufsichtslose, immer mehr und immer besser beachtet, wie sie es verdient, dann wächst mit ihrem Glücke auch unser Glück […]“

### Lehrervereinsgründer
Baumfelder gehört zu den Gründungsvätern der sächsischen Lehrervereinsbewegung. Er leitete zeitweise den 1833 gegründeten Verein als Vorsitzender.

### Baumfelder und Friedrich Fröbel
In einem Brief an seine Frau schildert Friedrich Fröbel 1839 den Besuch beim Oberlehrer Baumfelder in Dresden. Er lernt nicht nur den Pädagogen mit seinen erfolgreichen Methoden kennen.
Er schreibt an Henriette Fröbel:

„Wir waren zum Oberlehrer Baumfelder in seine Familie eingeladen. Wie oft habe ich da Deiner gedacht; wie würdest Du dich in dieser lieben, stillen, sanften, kinderreichen, aus frohen Menschen bestehenden […] in jeder Hinsicht so ganz einfachen und gemüthvoll vertrauenden Familie wohl befinden.“

### Baumfelder und die Religiosität
Ein Zitat aus der Kurzbiographie des evangelisch-lutherischen Pfarrers Gustav Baumfelder über seinen Vater, soll noch einmal die in der Familie vorherrschende Religiosität verdeutlichen:

„Als wir sechs Geschwister noch sehr klein waren, setzte sich der Vater allsonntaglich ans Klavier mit der Mutter und wir Kinder […] sangen […] nach Tisch das Hauptlied des Frühgottesdienstes. Kam zu dieser Zeit Besuch, so mußte derselbe draußen auf dem Vorsaal warten oder hereinkommen und mitsingen. Der Vater ließ sich in seiner Andacht nicht stören. Der Vater hatte eine schöne Gabe der Unterhaltung, er wußte aber meist zuletzt das Gespräch vom Sichtbaren aufs Unsichtbare […] auf den lebendigen Gott zu lenken, […] Die Folge davon war, daß die Menschen öfters sagten: Wenn wir in Eurer Familie gewesen sind, so ist es uns zu Mute, als ob wir in der Kirche gewesen wären […]“